# Молния (конструкторское бюро)
Специальное конструкторское бюро «Молния» (укр. Спеціальне конструкторське бюро "Молнія") — государственное предприятие военно-промышленного комплекса Украины.
Входит в перечень предприятий, имеющих стратегическое значение для экономики и безопасности Украины. Входит в перечень объектов государственной собственности Украины, которые не подлежат приватизации.

## История

### 1972—1991
В 1970-е годы СКБ был принят к производству разработанный Ленинградским НПО "Дальсвязь" автоматизированный звукометрический разведывательный комплекс АЗК-5 «Тембр» (индекс ГРАУ — 1Б17) на базе пяти автомашин ЗИЛ-131, который был принят на вооружение вооружённых сил СССР. Разработчиками издлелия были ведущие специалисты Вицкий Николай Ульянович и Самсонов Влавдимир. Благодаря военпредам  Предприятия Нептун Доморацкому, Лазареву, Черному была создана жесткая система контроля на всех стадиях производства комплекса 1б17. Впервые в истории ВПК была создана система обучения подразделений армейской разведки силами сопровождения в войсках организацией Ю 9550, руководитель  Пшенный В.В., Военспецы подразделения проводили обучение подразделений непосредственно в войсках , на полигонах, что многократно сокращало сроки освоения техники.
В 1980-е годы СКБ был разработан автоматизированный звукометрический разведывательный комплекс АЗК-7 «Мезотрон» (индекс ГРАУ — 1Б33) на базе четырёх автомашин ЗИЛ-131, после завершения испытаний в 1986 году принятый на вооружение вооружённых сил СССР.

### После 1991
После провозглашения независимости Украины СКБ было передано в ведение министерства обороны Украины.
По заказу министерства обороны Украины СКБ разработало конструкторскую документацию и освоило серийное производство 195-мм пусковых салютных установок 2А34-А для запуска фейерверков. В 2001 году СКБ изготовило 20 шт. установок 2А34-А
В августе 1997 года завод был внесён в перечень предприятий, имеющих стратегическое значение для экономики и безопасности Украины.
По состоянию на 2008 год, СКБ имело возможность производить следующую продукцию:
- автоматизированный комплекс разведки АЗК-7[2]
- 105-мм пусковая установка 2А23-А[2]
- электронные блоки АМС-66, АМС-75, УТМ-68М, УМУ-127; узлы для управления мишенными установками АМТ-Л48 и УТМ-48[2]

После создания в декабре 2010 года государственного концерна «Укроборонпром», СКБ было включено в состав концерна.
В марте 2012 года Кабинет министров Украины принял постановление о реорганизации СКБ с целью превращения в государственное коммерческое предприятие.
В декабре 2012 года СКБ «Молния» завершило начатые в 1995 году работы по созданию звукометрического комплекса РАЗК «Положение-2» на базе транспортёра МТ-ЛБу. 20 февраля 2013 года комплекс был официально принят на вооружение украинской армии под наименованием 1АР1 «Положение-2».
В августе 2013 года военная прокуратура Киева потребовала от СКБ вернуть около 400 тыс. гривен, ранее выделенных предприятию на разработку РАЗК «Положение-2», что осложнило хозяйственное положение предприятия. В ноябре 2013 года СКБ «Молния» обратилось в хозяйственный суд Киева с иском против министерства обороны Украины, потребовав возместить расходы предприятия в размере около 8 млн гривен за работы по модернизации техники для министерства обороны Украины, но проиграло процесс. В результате, СКБ не сумело начать производство комплекса «Положение-2» и в 2014 году остановило производство.
В июле 2014 года командир в/ч В1060 полковник В. Ш. Исмаилов обратился с просьбой передать на баланс войсковой части метеокомплект «Положение-2АМК» (входивший в состав комплекса «Положение-2») для использования в зоне АТО, но его передача не состоялась, поскольку комплекс уже был передан в собственность министерству обороны Украины.
9 декабря 2020 года Кабинет министров Украины принял решение о передаче КБ из состава концерна "Укроборонпром" в ведение Фонда государственного имущества Украины.
16 апреля 2021 года СКБ было выведено из состава ГК "Укроборонпром" и передано в ведение Фонда государственного имущества Украины как "потерявший значение для обороноспособности страны".